# ソーニャ・ソーン
ソーニャ・ソーン（Sonja Sohn, 1964年 - ）は、アメリカ合衆国出身の女優である。

## 出演作品

### テレビ
- 私はラブ・リーガル
- バーン・ノーティス　元スパイの逆襲（オリビア・ライリー）
- ボディ・オブ・プルーフ 死体の証言（サマンサ・ベイカー）
- グッド・ワイフ
- ブラザーズ&シスターズ
- THE WIRE/ザ・ワイヤー（“キーマ”・グレッグス）
- コールドケース 迷宮事件簿
- スタートレック:ディスカバリー（ガブリエル・バーナム）

### 映画
- PERFUME　パフューム
- シャフト
- 救命士（カニータ）
- SLAM